# Rob Kaman
Robert Diem Kaman (Amsterdam, 5 giugno 1960 – Scopelo, 30 marzo 2024) è stato un kickboxer e thaiboxer olandese, nove volte campione del mondo di kickboxing e muay thai. Fu soprannominato "Mr. Low Kick" a causa dei suoi temuti calci bassi usati per impostare i suoi devastanti attacchi offensivi..

## Carriera
All'età di 16 anni, Kaman si interessò alle arti marziali e iniziò ad allenarsi a pencak silat. Due anni dopo, assistette a un incontro con il kickboxer Lucien Carbin, dopodiché iniziò ad allenarsi nella muay thai e nel kickboxing alla Mejiro Gym sotto Jan Plas.
Nel 1980 Kaman divenne un combattente di classe A nei Paesi Bassi. Vinse la maggior parte dei suoi incontri per K.O. La svolta per lui fu la lotta con Blinky Rodriquez, cugino di Benny Urquidez. Kaman lo mise KO al 2º round con un calcio basso alla gamba. Quella fu la sua svolta internazionale. Da quel momento in poi, Kaman iniziò a combattere in Thailandia.
Il suo primo incontro in Tailandia fu contro Dennoi, un campione locale. Kaman vinse per K.O. e gli fu chiesto di combattere Lakchart, un campione tailandese, a Bangkok.
Il 23 settembre 1983 combatté contro John Moncayo per il titolo mondiale WKA di kickboxing. Kaman lo eliminò al 3º round con un calcio basso diventando il primo campione mondiale europeo WKA di kickboxing.
Con 90 vittorie, 12 sconfitte, 78 knock-out, di cui più di 12 per effetto dei suoi low-kick, Rob Kaman si ritirò vincendo l'ultimo incontro, a 39 anni, per poi intraprendere la carriera di allenatore per una successiva generazione di lottatori.